# برنچالس
برنچالس (به اسپانیایی: Bronchales) یک شهرستان در اسپانیا است که در استان تروئل واقع شده‌است.

## خصوصیات
برنچالس ۵۹ کیلومترمربع مساحت و ۴۶۳ نفر جمعیت دارد.